# Герберт Бірбом Трі
Сер Герберт Бірбом Трі (англ. Herbert Beerbohm Tree, справжнє ім'я Herbert Draper Beerbohm, 17 грудня 1852 Кенсінґтон — 1 липня 1917, Лондон) — англійський актор, режисер, театральний педагог та імпресаріо.

## Біографія
Народився 17 грудня 1852 в Кенсінгтоні (Лондон), отримав при цьому ім'я Герберт Дрейпер Бірбом. Батько Герберта — Джуліус Бірбом — мав литовсько-німецьке походження. Мати — Констанція Дрейпер — була англійкою. Молодший зведений брат — Макс Бірбом — відомий карикатурист та пародист.
Вчився в Німеччині. На сцені з 1876 року в сцладі любительських труп. Працював у театрі «Хеймаркет» (Лондон). Поставив близько 20 п'єс Вільяма Шекспіра. В 1904 році заснував у Лондоні драматичну школу, перетворену на Королівську академію драматичного мистецтва.
Був відомий великою кількістю своїх інтимних зв'язків. Серед дітей найбільш відомими є Айріс Трі (англ. Iris Tree) (1897–1968) (акторка та поетеса, дочка Герберта та його дружини Хелен Мод Хольт (англ. Helen Maud Holt) (1863–1937)), а також позашлюбний син від Мей Пінней (англ. May Pinney) сер Керол Рід. Онук Герберта Трі — відомий актор Олівер Рід. Праправнучка Герберта Трі — акторка Джорджина Моффат.
Герберт Трі зберігав творчу активність до самої смерті й помер під час репетицій «Макбета».